# Allantoma
Allantoma é um género botânico pertencente à família Lecythidaceae.

## Sinonímia
- Goeldinia  Huber

## Espécies
- Allantoma aulacocarpa
- Allantoma burchelliana
- Allantoma caudata
- Allantoma lineata Miers: seru